# Jean Planchais
Jean Planchais (Mortagne-au-Perche, 30 de Janeiro de 1922 - 11 de Setembro de 2006), foi um jornalista francês.
Foi jornalista da revista Le Monde desde 1945.